# Mieczysław Biegański

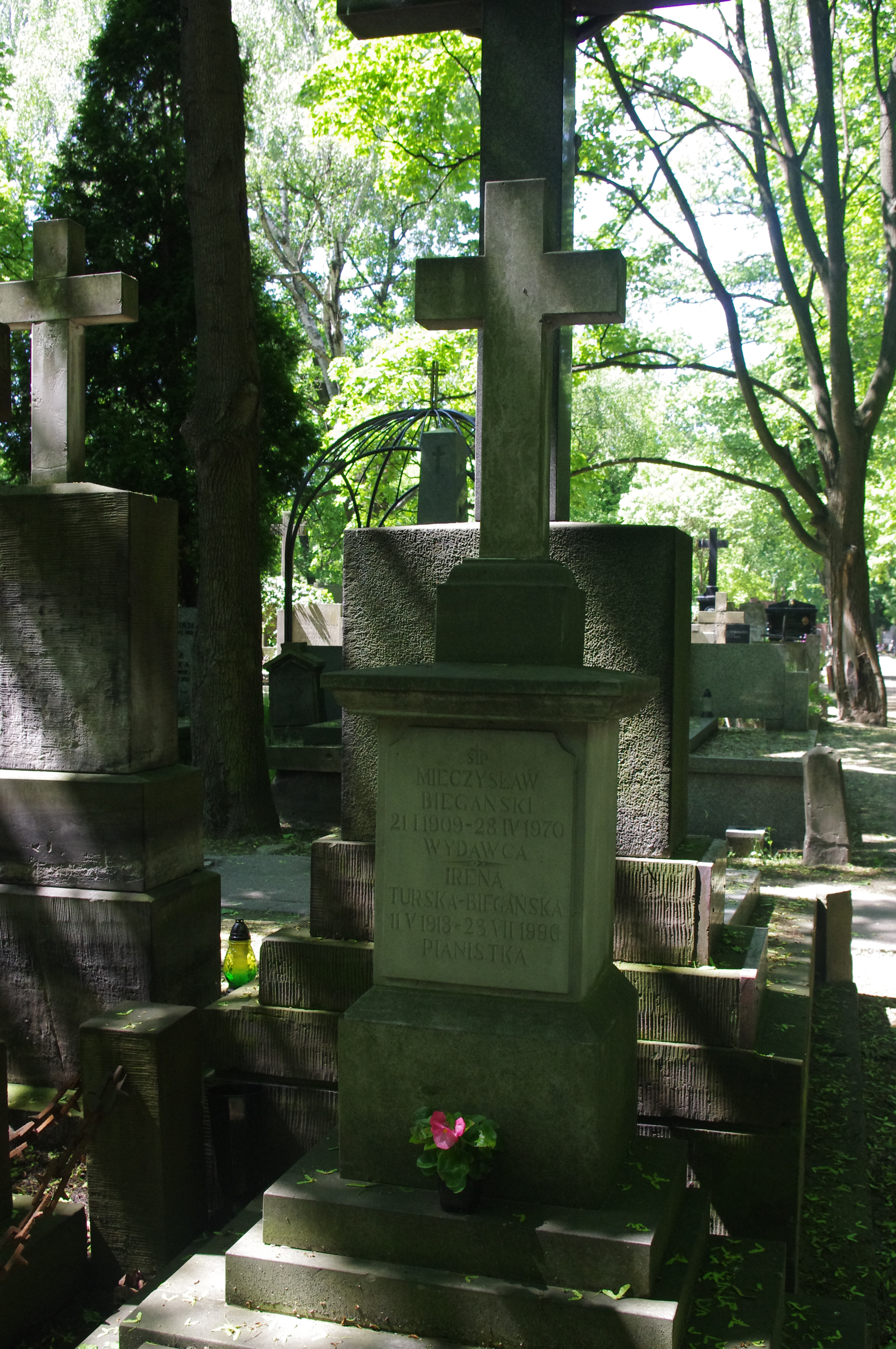
Grób wydawcy Mieczysława Biegańskiego i pianistki Ireny Turskiej-Biegańskiej na Cmentarzu Powązkowskim w Warszawie

Mieczysław Biegański (1909–1970) – wydawca, założyciel i długoletni dyrektor Wydawnictw Artystycznych i Filmowych (WAiF). Za jego rządów  w strukturę WAiF włączono wydawnictwo „Auriga” i kontynuowano jego działalność w kształcie nadanym mu przez zmarłego w 1962 r. Rafała Glücksmana.
W latach 1962–1969, kiedy Mieczysław Biegański był dyrektorem WAiF, powstały takie publikacje jak:
- Andrzej Ryszkiewicz, Henryk Rodakowski (1962)
- Jerzy Sienkiewicz, Piotr Michałowski (1964)
- Wit Stwosz, ołtarz krakowski (1964)
- Michał Bylina, Józef Czerwiński, Roman Tomaszewski, Kazimierz Rusinek, Polska ilustracja książkowa (1964)
- Mieczysław Wallis, Autoportret, (1964)
- Józef Grabowski, Dawna polska rzeźba ludowa (1968)
- Mieczysław Wallis, Autoportret artystów polskich (1966)
- Andrzej Ryszkiewicz, Francusko-polskie związki artystyczne w kre̜gu J.L. Davida (1967)
- Julian Klaczko, Stanisław Tarnowski, Wieczory florenckie. Juliusz II (1965)
- Juliusz Starzyński, Aleksander Gierymski (1967)
- Helena Blum, Stanisław Wyspiański (1969).